# 阿比·瓦尔堡
亚伯拉罕·莫里茨·瓦尔堡（英語：Abraham Moritz Warburg，1866年6月13日—1929年10月26日），也被称为：阿比·瓦尔堡（英語：Aby Warbur）是一位德国艺术历史学家和文化理论家，他创建了一个文化研究的私人图书馆（ the Kulturwissenschaftliche Bibliothek Warburg），后来被搬到了伦敦的瓦尔堡研究所。他研究的核心是古典世界的遗产，以及在西方文化的各个领域到文艺复兴时期的古典表现的传承。
瓦尔堡这样描述他自己：“Amburghese di cuore, ebreo di sangue, d'anima Fiorentino”（“汉堡的内心，犹太人的血液，佛罗伦萨的精神”）。

## 经历
阿比·瓦尔堡出生于德国汉堡，是著名犹太银行家族瓦尔堡家族的成员。他的祖先于17世纪从意大利来到德国，并在威斯特伐利亚的瓦尔堡定居，并以该镇的姓氏为名。 在18世纪，瓦尔堡家族搬到了汉堡附近的阿尔托纳区。
瓦尔堡两兄弟在汉堡建立了M. M. Warburg & Co.银行。阿比·瓦尔堡是他父亲七个孩子中的长子。但他对文学和历史感兴趣，而把长子权利过继给他弟弟马克斯·瓦尔堡，弟弟保罗和费利克斯也进入了银行业。

### 童年
瓦尔堡在一个保守的犹太家庭环境中长大。在早期，他表现出一种不稳定、不可预测和反复无常的气质。瓦尔堡小时候反对家庭中严格遵守的宗教仪式，拒绝了所有为他设想的职业计划。他不想如他祖母所希望的那样成为拉比，也不想成为医生或律师。
面对阿比·瓦尔堡从亲戚那里遇到的阻力，他被迫完成了研究艺术史的计划。众所周知，瓦尔堡与他的兄弟马克斯·瓦尔堡达成协议，剥夺了他作为长子接管家族企业的权利，作为回报，马克斯承诺向他提供他所需要的所有书籍。

### 学习
1886年阿比·瓦尔堡开始在波恩学习艺术史、历史和考古学，并参加了赫尔曼·乌斯纳（Hermann Usener）的宗教史讲座、卡尔·兰普雷希特（Karl Lamprecht）的文化史讲座和卡尔·贾斯蒂（Carl Justi）的艺术史讲座。他继续在慕尼黑和斯特拉斯堡与胡贝尔特·雅尼切克（Hubert Janitschek）一起学习，完成了博士论文《桑德罗·波提切里的〈维纳斯的诞生〉和〈春〉》。论文完成于1892年，出版于1893年。
从1888年到1889年，他在佛罗伦萨艺术史研究所研究了这些图片的来源。他现在对将科学的方法应用于人类科学感兴趣。瓦尔堡的研究将一种新方法引入艺术史，即图像志或图像学，后来由埃尔文·潘诺夫斯基（Erwin Panofsky）发展。在获得博士学位后，阿比·瓦尔堡在柏林大学医学院学习了两个学期，并在那里参加了心理学讲座。在此期间，他又去了佛罗伦萨。

### 美国之旅
1895年，他的弟弟保罗·瓦尔堡与尼娜·勒布（ Nina Loeb）结婚，尼娜·勒布是所罗门·勒布（Solomon Loeb）在纽约的女儿，而阿比·瓦尔堡则利用这个机会旅行。他漫长的美国之旅在冬天带他到科罗拉多州，新墨西哥州，然后到帕萨迪纳和洛山。他遇到了旧金山的boheme Les Jeunes在吉利特·伯吉斯（Gelett Burgess）身边，然后在春天回到了普韦布洛人部落，去了霍皮族和祖尼人部落（普韦布洛人的两支）。在去西部之前，他在史密森尼学会遇到了资深人类学家詹姆斯·莫尼（James Mooney）和弗兰克·汉密尔顿·库欣（Frank Hamilton Cushing）。库欣在新墨西哥州的祖尼人部落生活了多年，这吸引了瓦尔堡，想亲自去看看普韦布洛。
西部的第一站是梅萨维德国家公园，可以看到祖传的普韦布洛悬崖民居。然后，他从普韦布洛镇到西班牙镇，到科希提和圣菲的宫殿酒店，到阿尔伯克基和阿科马、拉古纳和圣伊尔德丰索，在那里他拍摄了一支羚羊舞。